# Нордична раса

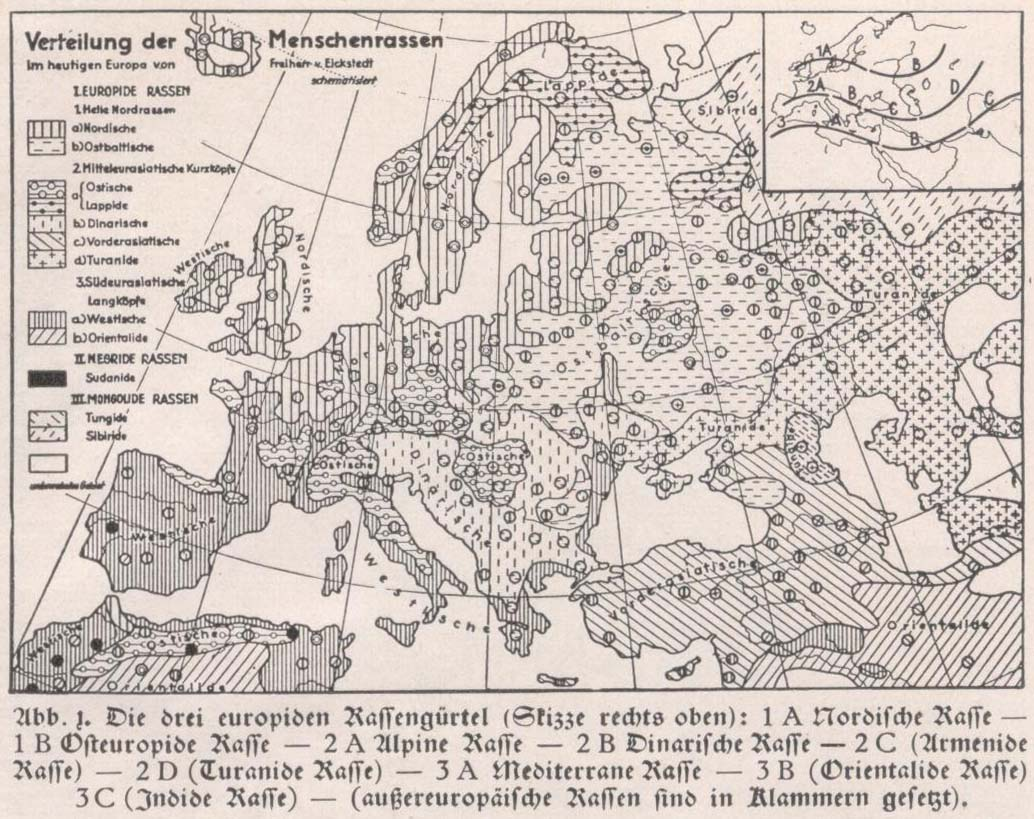
Раси Європи за Айкштедтом (1934). Нордична раса представлена в Україні в трикутнику Київ-Чернігів-Переяслав (колишня Руська земля), а також точково на Волині, Поділлі, Одещині. Решта заселена представниками східноєвропейської (північ і схід), динарської (центр, південний захід) і туранської раси (південь).

Норди́чна ра́са (англ. Nordic race, нім. Nordische Rasse) — тип європеоїдної раси, яку антропологи кінця XIX — середини XX століття виділяли з європеоєдної раси. Людей нордичного типу вони описували як світловолосих, світлооких, світлошкірих, з випнутою потиличною кісткою й вузьким черепом, високих на зріст. Вважалося, що вони переважають у країнах Північної Європи (так званих нордичних країнах). Іншими передбачуваними основними типами були альпійський, динарський, східнобалтійський і середземноморський.
Нордизм був ідеологією расової сегрегації, яка розглядала представників нордичної раси зникомою расовою групою, як це стверджує євгеніст Медісон Грант у своїй книжці «Перевід Великої раси» (англ. The Passing of the Great Race). Ця ідеологія була популярна наприкінці XIX — на початку XX століть у деяких центрально- і північноєвропейських країнах, а також у Північній Америці. Нацизм обстоював думку, що «нордична раса» у рамках більшої кавказької раси являє собою расу володарів (нім. Herrenvolk).
Також, дане означення часто зазнає критики за зв'язок з нацистами.
Расолог та дослідник расових типів Ганс Гюнтер першої половини 20 століття наділяв нордичну расу такими рисами, як «правдивість, об'єктивність, конкурентоспроможність, простодушність, стриманість та індивідуалізм».

## Опис

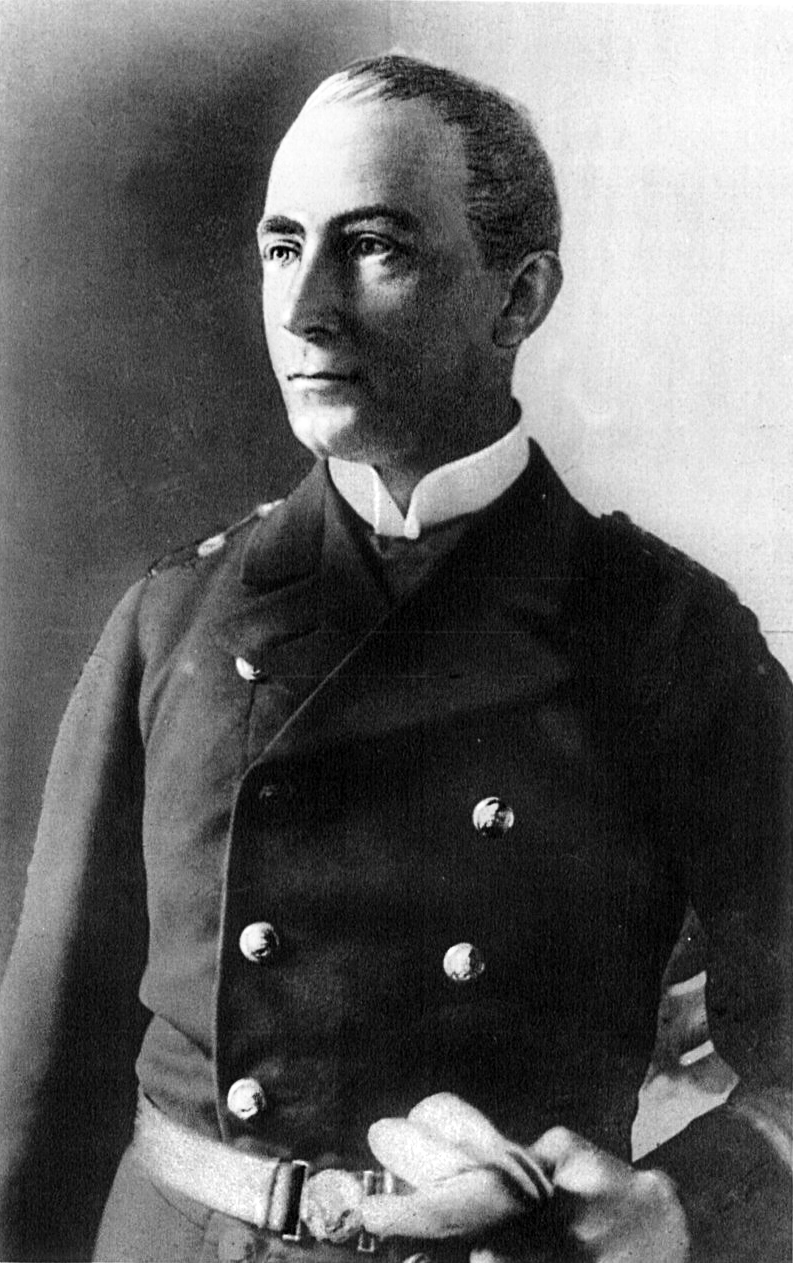
Коротка енциклопедія Маєра (Ляйпциг, 1932) наводить зображення німецького героя війни Карла фон Мюллера як приклад нордичного типу

Нордична раса (також нордична раса, північна раса; нім. Nordische Raße, англ. Nordic race) — мала раса (антропологічний тип) у складі великої європеоїдної раси. Термін використовувався ідеологами расизму, зокрема в «нордичній теорії». У радянській антропології термін майже не вживався через його географічної невизначеності. Поширена в Північній Європі (у фінів, шведів, норвежців, німців північного заходу Німеччини, голландців, англійців), а також у західних естонців, латишів, північних карелів, північних росіян, в деяких поляків, білорусів та угорців.

## Народження терміна
Французький антрополог Жозеф Денікер на початку XX століття запропонував термін «нордична раса», що характеризував її як «високорослу расу правильної і худорлявої статури, зі світлим, іноді хвилястим волоссям, світлими очима, рожевою шкірою і доліхоцефальним черепом». Термін прижився, і цей тип виділявся усіма дослідниками, які дотримувалися типологічної концепції раси. Радянськими антропологами використовувався переважно термін «північна раса»

## Походження
Норвезький анатом і антрополог Крістіан Шрайнер (Скрейнер) вважав що північний тип пов'язаний з культурою бойових сокир: «Оскільки цей тип в наш час найбільше сконцентрований в центральних областях Скандинавії, то логічно буде припустити, що це пов'язано з тим, що неолітичні загарбники цих областей належали переважно до східних племен культури бойових сокир, які з усіх неолітичних племен були найближче до нордичного типу». На думку американського антрополога К. Куна, цей тип початково належав до кола середземноморських форм, які зазнали процесу депігментації; раса є змішанням древніх типів культури шнурової кераміки і дунайської культури

## Характерні ознаки
За статурою, люди Нордичного расового типу високі та стрункі. Середній зріст дорослих чоловіків 1,75 — 1,90 м, не виняток і 2,00 м. Висота ніг приблизно дорівнює 52, 53 % висоти тулуба. 
Період росту людей Нордичної раси найдовший. Він може бути значним в період між 20 — 27 роками. Встановлено взаємозв'язок між досягненням статевої зрілості і завершенням росту. Оскільки у людей Нордичного расового типу довший період росту, статеве дозрівання починається пізніше. 
Чоловіки Нордичного типу, окрім високого зросту, вирізняються широкими плечима і вузькими тазовими кістками. Стрункість чоловічих стегон підкреслюється дуже характерною для Нордичного типу ознакою, яку зазвичай називають античною тазовою складкою, м'язовим збільшенням, яке проходить від спинного хребта через стегно вперед до низу. Цю расову особливість полюбляли підкреслювати скульптори давньої Греції. Особливе збільшення верхньої частини наколінника (patella) також представлено в більшості у Нордичного типу. 
Расовою стрункістю вирізняються і нордичні жінки. В одязі вони здаються худішими, не дивлячись на розвинуті жіночі форми. 
Череп. Такою ж стрункістю, як і тіло, відрізняються форми черепа. У людей Нордичного расового типу довгий череп і вузьке обличчя. Довгоголовість (доліхокефалія) разом із вузьким обличчям роблять форму голови такою, що її можна розмістити в прямокутник. Ця форма дуже помітна у нордичних людей з короткою зачіскою або поголених, особливо при повороті голови. Якщо поділити голову, дивлячись з боку, на дві частини (одну за вухами, другу перед ними), ми побачимо, що голова розвивається в довжину переважно за вухами. Потилиця — випукла. Якщо (доліхокефальну) довгоголову людину поставити біля стіни, її потилиця торкнеться стіни, у круглоголової (брахікефальної) між потилицею та стіною залишиться проміжок. Для осіб Нордичного та Динарського типу характерний сильно виступаючий потиличний бугор. В той час частина черепа яка знаходиться за європеоїдів інших європейських расових типів порівняно пласка. 
Риси нордичного обличчя в профіль яскраво вираженні. Чоло з нахилом назад, очі глибоко посаджені, ніс виступає добре. Щелепи і зуби розташовані майже вертикально. Різко виступає підборіддя. Анфас — із вузьким чолом, брови мало зігнуті, спинка носа вузька, вузьке кутасте підборіддя. Голова біля вилиць звужена з двох сторін так, начебто її стискували в тисках. 
Дуже важлива риса — вилиці. У чоловіків та жінок Нордичного типу вони не помітні, тому що розвернуті в бік та розташовані майже вертикально. 
Окремі раси розрізняють по формі носа. У представників Нордичного расового типу ніс вузький, починаючи з перенісся. Майже немає розмежування між переніссям та чолом («грецький ніс»). Зустрічається форма носа, котра в профіль виглядає прямою, але трохи хвилястою. Носи у жінок усіх рас ширші. 
М'які частини обличчя. Шкіряний покрив обличчя рівномірної товщини. На вилицях шкіра тонка, круглі щоки не роблять круглим обличчя. Губи переважно вузькі, але не здаються стиснутими, верхня губа менше виступає, ніж нижня. Смужка під носом (фільтр) яскраво виражена і вузька. 
Шкіра у представників Нордичної раси — рожево біла. Там, де просвічуються вени, помітна «блакитна кров». Шкіра людей Нордичної раси стійка до сонячного проміння: вона сильно червоніє, як при опіках, але за пару діб почервоніння зникають. 
Тільки у осіб Нордичної раси справжні червоні губи, шкіра у них ніжна та тонка. 
Волосся у людей Нордичного расового типу волосся на голові росте швидко. У чоловіків росте борода, але третинний волосяний покрив тіла слабкий. 
Колір та форма волосся на голові — ознаки, за якими розрізняють раси. Досі не можуть зрозуміти чому відбувається потемніння волосся дорослих у віці 27-30 років. Тому тільки по кольору волосся дорослих можна зробити висновки про расову приналежність.

## Підтипи
Німецький антрополог Ф. Паудер у своїй книзі Die hell farbigen Rassen розрізняв два скандинавських типи: далонордичний (фальський за Г. Гюнтерои) — високий, доовгоголовий, з мезорінним носом і коротким, широким обличчям; тевтонордичний — високий, довгоголовий, з довгим вузьким носом і формою обличчя. Перший тип Паудлер вважав безпосереднім нащадком кроманьйонця. Німецький антрополог Егон фон Айкштедт виділив три нордичних типи (1934): тевтонордид; далонордид; феннонордид. У своїй книзі «Раси Європи» (1939) американський антрополог К. Кун виділив чотири підтипи нордичної раси: кельтський тип залізної доби; англосаксонський тип; трьонелазький тип; остердальський тип. Італійський антрополог Р. Біасуті у своїй монументальній праці «Раси і народи Землі» (італ. Le razze ei popoli della terra, перше видання — 1939 р., друге — 1953—1960 рр.) виділив наступні підтипи нордичної раси: ірландська раса; фальська раса; фінська раса. Шведський антрополог Бертіл Лундман ділив нордидів на наступні підтипи: фаліди; скандо-нордиди; північні атлантиди. Також він виділяв «східних нордидів», хоча і відносив їх до іншої расової групи.

## Нордизм
Нордизмом називається теорія, в основі якої лежить твердження про перевагу нордичної раси над іншими расами людства. Основоположниками вважаються французькі соціологи А. Гобіно і Ж. Лапуж. Нордизм був поширений в Західній Європі і Північній Америці наприкінці XIX — початку XX ст. і справив великий вплив на формування ідеології націонал-соціалізму. Німецькі націонал-соціалісти вважали нордичну расу найвищою расою.